# BOBBY (俳優)
bobby kobayashi （ボビーコバヤシ、1979年7月11日 - ）は、日本の俳優。静岡県出身。

## 人物
渋谷プロダクションに所属していたが、2013年4月からフリーで活動している。現在はインストラクターとしてピラティス・ダンスレッスンや子ども達に運動能力指導を行っている

## 出演

### 映画
- ハルウララ（2005年、映画ハルウララ製作委員会）
- 荒くれKNIGHT（2007年、トルネード・フィルム）
- うた魂♪(2008年、日活) - 堀伸一
- 十年愛（2008年、「十年愛」製作委員会）
- 20世紀少年 最終章 ぼくらの旗（2009年、東宝）
- ごくせん THE MOVIE（2009年、東宝） - チンピラ
- 特命女子アナ 並野容子（2009年、ティーエムシー）
- カイジ 人生逆転ゲーム（2009年、東宝）
- 女子高生ゾンビ（2010年、ミュージアムピクチャーズ）
- 名前のない女たち（2010年、ゼアリズエンタープライズ、マコトヤ）
- 修羅の覇道（2011年、メディア・ワークス）
- 極道兵器（2011年、日活）
- デッドボール（2011年、日活）
- 任侠ヘルパー（2012年、東宝） - 極鵬会組員

### テレビドラマ
- ごくせん2（2005年、日本テレビ）
- おじいさん先生 第3話「夜回りおじいさん先生」（2007年、日本テレビ）
- 新宿スワン（2007年、テレビ東京）
- 金曜プレステージ浅見光彦シリーズ『耳なし芳一からの手紙』（2008年1月11日、フジテレビ）
- クロヒョウ 龍が如く新章（2010年、MBSテレビ）

### オリジナルビデオ
- ツインギャング1〜4（2007〜2008年、GPミュージアムソフト）
- 修羅の荒野（2008年、アルバトロス） - 桜庭組組員 中沢次郎
- 喧嘩の極意1〜6（2008〜2010年、GPミュージアムソフト） - ノボル（キワコウ）
- クマのヤーサン（2009年） - 準主演
- 妖美伝奇新説牡丹灯篭（2009年、竹書房）
- 東京アウトロー烈伝（2009年、シネマファスト）
- バージン日記（2010年）
- 桜塚やっくんの宇宙極道戦争（2010年、GPミュージアムソフト）
- 極道忠臣蔵（2011年、オールイン エンタテインメント）
- 首領の道（2011年） - 連城組組員 カミヤ

### テレビ番組
- 中居正広の金曜日のスマたちへ「EXILE SP」（2009年、TBS） - 再現ドラマでのアツシ役

### CM
- ツーカー関西
- 日本マクドナルド
- 明治製菓
- au
- マンダム
- goo「教えて!goo」

### PV
- 日本テレビイベント映像（2007年）
- 警視庁VP（2007年）
- 警察庁VP(2008年)

### 雑誌
- 『FINEBOYS』
- 『POPEYE』

### 広告
- ユニクロ